# غور فيربينسكي
غور فيربينسكي (بالإنجليزية: Gore Verbinski)‏ (مواليد 16 مارس 1964) هو مخرج أفلام أمريكي، اشتهر بإخراجه أول ثلاثة أفلام من سلسلة أفلام قراصنة الكاريبي، حاصل على جائزة الأوسكار عن فيلم الرسوم المتحركة (رانجو).
من أهم أعماله سلسلة الأفلام الناجحة جدا والتي اكتسحت شباك التذاكر العالمي: قراصنة الكاريبي في أجزائه الثلاثة الأولى وهي:
- قراصنة الكاريبي: لعنة اللؤلؤة السوداءعام 2003,
- قراصنة الكاريبي: صندوق الرجل الميت عام 2006,
- قراصنة الكاريبي: في نهاية العالم عام 2007.

كان جور في صغره عازفا على «الجيتار» قبل أن يضطر لأن يبيع جيتاره من أجل أن يشتري كاميرا ليصبح بعد ذلك واحدا من أهم صانعي الأفلام في هوليوود.
فاز غور بجائزة الأوسكار لأفضل فيلم رسوم متحركة، وجائزة بافتا لأفضل فيلم رسوم متحركة، وجائزة غولدن غلوب لأفضل فيلم رسوم متحركة عام 2012 عن فيلم المغامرة والكوميديا رانجو.

## نشأته
وُلد فيربنسكي في أوك ريدج بولاية تينيسي، وهو الثالث من بين خمسة أطفال للوريت آن (ماكغوفرن) وعالم الفيزياء النووية فيكتور فينسنت فيربنسكي. كان والده من أصل بولندي.

## مسيرته المهنية

### مشواره الموسيقي
كان غور عازفًا في العديد من فرق الروك الموجودة في لوس أنجلوس في وقت مبكر من مسيرته المهنية. عزف مع دارديفيلز، والبلدوزر، وذا درايفرز، وفريق النجوم سيلون بويز كورال. عزف أيضًا مع فرقة اسمها ذا ليتل كينغز، التي عزفت في فقرة غناء ستيف باتروس «هاف لاف، ويل ترافِل» بطريقته الخاصة مع قارع الطبول الهاوي كريس بوباه بيلي. جنبًا إلى جنب مع غلاف أغنية «ذا ستوري إن يور آيز» لفرقة مودي بلوز (من قِبل موسيقيين آخرين)، أُصدرت الأغنية بواسطة باتروس في خريف عام 1986 لتكون أغنية مفردة 12 إنش من استوديو بومب! للتسجيلات (فهرس #12136) وأُدرجت لاحقًا في ألبوم مجموعة باتروس إل.إيه.إل.إيه. كُتبت ملاحظات على الألبوم لتذكّر وصف صاحب الأغنية غريغ شو الفرقة بأنها «فرقة هوليوودية جيدة لكن دون جذور ولدى جميع العازفين فيها وشوم».

### مشواره السينمائي
عندما كان مراهقًا، كانت أفلامه الأولى سلسلة من أفلام 8 مليمتر تُسمى «ملفات المشغل» عام 1979 تقريبًا. بدأ حياته المهنية بإخراج كليبات مصورة لبعض الفرق مثل فيشيس رومورز، وَباد ريليجن، وَإن أو إف إكس، وَسبايز 24-7، وَمونستر ماغنيت، تابعًا لشركة بالومار بيكتشرز. انتقل غور من إخراج الكليبات الموسيقية إلى الإعلانات التجارية، إذ عمل مع العديد من الأسماء التجارية بما في ذلك نايكي، وكوكا كولا، وكانون، وسكيتلس، والخطوط الجوية المتحدة. كان من بين أكثر إعلاناته التجارية شهرةً إعلانه لشركة بادوايزر الكحولية، الذي ظهرت فيه ضفادع تحمل اسم العلامة التجارية. فاز غور بأربع جوائز من «كليو» وجائزة إعلانات فضية واحدة من «كان» لجهوده في الإعلانات التجارية.
بدأ غور شركة الإنتاج الخاصة باسم بلايند ويك للإنتاج في أبريل عام 2005.
بعد الانتهاء من الفيلم القصير ذا ريتشوال (الذي كتبه وأخرجه)، أخرج غور لأول مرة فيلمًا روائيًا طويلًا بعنوان ماوس هانت. حقق الفيلم نجاحًا كبيرًا على مستوى العالم وسرعان ما تابع هذا النجاح مع فيلم الأكشن والكوميديا ذا مكسيكان، بطولة جوليا روبرتس وبراد بيت. تلقى الفيلم انتقادات مختلفة، وكان أداؤه متواضعًا في شباك التذاكر، وحقق أرباحًا قدرها 68 مليون دولار محليًا والتي تُعتبر ضئيلةً جدًا بالنظر إلى نجوميته (كان ناجحًا من الناحية الفنية بسبب ميزانيته المنخفضة التي كانت بالمتوسط 38 مليون دولار). تابع غور المشوار بإخراج فيلم الرعب ذا رينغ (الحلقة) (2002)، الذي حقق مكاسب عالية جدًا على مستوى العالم، وحقق أكثر من 200 مليون دولار في جميع أنحاء العالم. كان لغور ملاحظات توجيهية ومساعدة في إخراج فيلم ذا تايم ماشين (آلة الزمن) في ذلك العام أيضًا، إذ تولى دور سيمون ويلز بصفة مؤقتة. أخرج غور بعض مقاطع من مورلوك تحت الأرض وحصل على شكر في نهاية الفيلم.
أخرج لاحقًا فيلم قراصنة الكاريبي: لعنة اللؤلؤة السوداء، الذي حقق أرباحًا أكثر من 600 مليون دولار في شباك التذاكر الدولي. كان هذا أول تعاون له مع المنتج جيري بروكهايمر، الذي تعاون معه لاحقًا في العديد من الأفلام الأخرى. وكان فيلمه التالي ذا ويزر مان، الذي أدى دور البطولة فيه نيكولاس كيج. تلقى الفيلم الكثير من النقد والتعليقات الإيجابية لكنه فشل في شباك التذاكر. بدأ في مارس عام 2005 بتصوير فيلم بايرتس أوف ذا كاريبيان: ديد مانس تشيست (قراصنة الكاريبي: صندوق الرجل الميت) وفيلم بايرتس أوف ذا كاريبيان: أت وورلدس إند (قراصنة الكاريبي: في نهاية العالم). أصبح فيلم القراصنة الأول بعد ذلك أكبر نجاح له حتى الآن، إذ أصبح الفيلم الثالث الذي يبلغ إجمالي إيراداته أكثر من مليار دولار في شباك التذاكر الدولي. اختير غور لإخراج فيلم لاستوديو يونفيرسال تستند قصته إلى لعبة الفيديو بايوشوك. حلّ خوان كارلوس فريسناديو محل غور بعد ذلك مخرجًا للفيلم، ثم أُلغي الفيلم لاحقًا.

## قائمة الأفلام
- صائدا الفأر (فيلم) عام 1997,
- المكسيكي (فيلم) (The Mexican) عام 2001,
- الطوق (The Ring) عام 2002,
- قراصنة الكاريبي: لعنة اللؤلؤة السوداء (Pirates of the Caribbean: The Curse of the Black Pearl) عام 2003,
- رجل الطقس (رجل الطقس (فيلم)) عام 2005,
- قراصنة الكاريبي: صندوق الرجل الميت (Pirates of the Caribbean: Dead Man's Chest) عام 2006,
- قراصنة الكاريبي: في نهاية العالم (Pirates of the Caribbean: At World's End) عام 2007
- رانجو(Rango) عام 2011
- الحارس الوحيد (The Lone Ranger)[10]

## روابط خارجية
- غور فيربينسكي على موقع IMDb (الإنجليزية)
- غور فيربينسكي على موقع مونزينجر (الألمانية)
- غور فيربينسكي على موقع ألو سيني (الفرنسية)
- غور فيربينسكي على موقع ميوزك برينز (الإنجليزية)
- غور فيربينسكي على موقع تيرنر كلاسيك موفيز (الإنجليزية)
- غور فيربينسكي على موقع أول موفي (الإنجليزية)
- غور فيربينسكي على موقع بوكس أوفيس موجو (الإنجليزية)
- غور فيربينسكي على موقع قاعدة بيانات الأفلام السويدية (السويدية)
- غور فيربينسكي على موقع إن إن دي بي (الإنجليزية)
- غور فيربينسكي على موقع ديسكوغز (الإنجليزية)